# Schoenherria hispida
Schoenherria hispida är en skalbaggsart som beskrevs av Hermann Burmeister 1855. Schoenherria hispida ingår i släktet Schoenherria och familjen Melolonthidae. Inga underarter finns listade i Catalogue of Life.